# اورنجه (بایبورد)
اورنجه {{ترکی|Örence) (به ارمنی: Ավերակ) (به کردی: Everek) یک منطقهٔ مسکونی در ترکیه است که در بایبورد واقع شده‌است. اورنجه ۸۰۱ نفر جمعیت دارد.